# Eleleides
Eleleides Cresson, 1948 è un genere di insetti appartenente alla famiglia Ephydridae (Diptera: Schizophora). Comprende tre sole specie che si distribuiscono su un areale apparentemente anomalo. 

## Sistematica
Il genere Eleleides fu istituito come monotipico da Cresson in uno studio sugli Efidridi delle regioni orientale e australasiana. 
Gli aggiornamenti tassonomici relativi alla suddivisione seguirono nella seconda metà degli anni settanta, ad opera di Mathis (1977, 1978), con l'aggiunta di due nuove specie. In seguito, le sole revisioni che riguardano questo genere si collocano nell'ambito del riordino tassonomico della famiglia, sviluppato a partire dai primi anni novanta: come tutti i generi appartenenti alla vecchia sottofamiglia delle Psilopinae, Eleleides ha trovato una nuova collocazione tassonomica, in questo caso all'interno della sottofamiglia Hydrelliinae nella piccola tribù dei Typopsilopini.
Non si esclude l'esistenza di specie ancora sconosciute appartenenti a questo genere, ma il numero è rimasto immutato dal 1978:
- Eleleides chloris Cresson, 1948
- Eleleides liroceras Mathis, 1977
- Eleleides penai Mathis, 1978

## Distribuzione
La distribuzione geografica del genere Eleleides costituisce un aspetto di particolare interesse, in quanto fenomeno piuttosto raro fra gli Schizophora. Il genere presenta infatti una disgiunzione transantartica: E. chloris è presente in Australia meridionale (Victoria e Nuovo Galles del Sud), mentre le altre due sono neotropicali. In dettaglio, E. liroceras è stato ritrovato in quattro distinte stazioni su un ampio areale che comprende il Brasile meridionale, l'Argentina e il Cile, mentre E. penai è stato ritrovato in altrettante stazioni tutte ubicate in Cile.
La disgiunzione transantartica, tipica dei paleoendemismi dei Ditteri inferiori, differenziati in epoca precoce nel Triassico e nel primo Mesozoico, è un'apparente anomalia nel caso degli Schizofori, la cui differenziazione si è propagata nel corso del Cenozoico, ovvero dopo la deriva dei continenti. Nell'ambito degli Schizofori, questa distribuzione è stata riscontrata, oltre al genere Eleleides, solo in poche altre famiglie.
Secondo Mathis (1978) il genere Eleleides avrebbe in realtà un areale più vasto ed è probabile che altre specie, ancora sconosciute, possano essere presenti in altre regioni dell'emisfero australe, quali il Sudafrica e la Nuova Guinea.
In merito alla distribuzione di E. chloris, va osservato che Mathis, nel Catalogo dei ditteri delle regioni australasiane e oceaniche segnalava la presenza della specie anche a Taiwan. Questa segnalazione è riportata anche nel BioSystematic Database of World Diptera, che segnala, come ulteriore stazione, anche Hong Kong. La presenza di questa specie nella regione orientale necessita tuttavia di una conferma a causa delle scarse informazioni reperibili.